# Trinity Seven
Trinity Seven: 7-nin no Masho Tsukai (トリニティセブン ７人の魔書使い Toriniti Sebun: Shichi-nin no Masho Tsukai?) es una serie de manga escrita por Kenji Saito e ilustrado por Akinari Nao. El manga fue serializado por la compañía Fujimi Shobo en su revista de manga shōnen Dragon Age desde el año 2010 y ha sido compilada en 32 volúmenes tankōbon a 7 de marzo de 2025. Una adaptación a novela ligera fue lanzada por Kenji Saito y Akinari Nao y está siendo publicada por Kadokawa Shoten. El primer volumen fue lanzado el 8 de noviembre de 2014. Una adaptación a anime fue hecha por Seven Arcs y empezó a transmitirse el 7 de octubre de 2014. Una película basada en el anime titulada Trinity Seven the Movie: The Eternal Library and the Alchemist Girl, se estrenó el 25 de febrero de 2017. Una segunda película titulada Trinity Seven: Heavens Library & Crimson Lord fue estrenada el 29 de marzo de 2019.

## Sinopsis
Arata Kasuga vivió una infancia normal junto a su mejor amiga y supuesta prima, Hijiri Kasuga, en un pequeño pueblo. Sin embargo, todo cambió un día que el sol se puso negro, y una maga apareció ante él. Y el sol negro causó un "Fenómeno de Colapso" que destruyó la ciudad en la que él vive y a todos sus habitantes. Debido a esto su vida normal es reconstruida por un grimorio que Hijiri Kasuga le dio antes de desaparecer por el "Fenómeno de Colapso". Al comienzo todo es normal pero él comienza a sospechar de todo cuando nota que a pesar de que su vida es aparentemente normal, el sol aún se ve negro. En ese instante una maga aparece ante él y al ver que todo era falso se vuelve a ver la ciudad destruida. Esto le hizo tomar la decisión de volverse un mago para recuperar a su prima Hijiri.

## Personajes
Arata Kasuga (春日 アラタ Kasuga Arata?)
Seiyū: Yoshitsugu Matsuoka (anime), Yoshimasa Hosoya (audio drama).
Es el personaje principal de la historia. Él es el rey demonio del archivo de Superbia que puede anular y copiar la magia. Él decide ser un mago para rescatar a su prima y mejor amiga de la infancia Hijiri, que desapareció debido a un fenómeno de colapso mandándola a otra dimensión. Él comienza a estudiar en la Real Academia de la Magia Biblia o Real Academia Biblia donde se encuentra con las Trinity Seven. Allí comienza a estudiar para ser un mago y el tema que eligió fue Imperium o Control.
Master.Biblia (ビブリア学園長 Biblia Gakuenchou?)
Seiyū: Miki Shinichiro (anime), Kōji Yusa (audio drama)
Es un mago de clase paladín y es el director de la Real Academia de la Magia Biblia. Suele hablar de las cosas relajadamente y en forma pervertida. Es pacifista a pesar de su poder y no suele entrar en batallas de magia a pesar de estar en momentos difíciles.
Selina Sherlock (セリナ シャルロック Serina Sharurokku?)
Seiyū: Aya Suzaki (anime), Shiori Mikami (audio drama)
Ella es la hermana menor de Lieselotte Sherlock, una de las Trinity Seven, y es una estudiante reportera de la Real Academia Biblia. Selina es una chica muy entusiasmada especialmente cuando se trata de periodismo y siempre está en busca de una primicia. Su tema es Ligare (lazo o vínculo).
Master.Liber (マスターリベル Mastā Liberu?)
Seiyū: Nanami Yamashita (anime)
Es un mago de clase paladín y es la directora de la Real Academia Liber que fue destruida. Ella es miembro de Iscariot y lo más parecido al líder del grupo.
Abyss Trinity (アビィス トリニティ Abisu Toriniti?)
Es el Rey Demonio Carmesí o Rey Mago Carmesí y Rey mágico de la Luxuria. Él es el padre de Lilith Azazel y tiene la habilidad de controlar las cosas en su entorno, él usa su magia innecesariamente solo por querer infringir sufrimiento.
Lugh (ルーグ Rūgu?)
Seiyū: Ayaka Fukuhara (anime)
Es una ladrona que tiene en su poder tres tesoros legendarios y es miembro de Iscariot, ella aparece en el ataque a la Academia Biblia y desde entonces se vuelve una enemiga y aliada ocasional de Arata.
Anastasia-L (アナスタシア＝L Anasutashia-L?)
Ella es una chica misteriosa de la Real Academia Akasha, Arata queda cautivado por ella durante el festival escolar hecho en la Academia Biblia. Eventualmente ella confiesa ser una estudiante que había muerto y que llevaba poco de haber sido resucitada.

### Trinity Seven
Lilith Asami (浅見 リリス Asami Ririsu?)
Seiyū: Yumi Hara (anime), Ai Kayano (audio drama)
Es la Trinity Seven del archivo de Luxuria o Lujuria y la usuaria del "Outer Alchemic". Ella es maestra de la Real Academia Biblia y fue la maga que llevó a Arata Kasuga a dicha academia para que aprendiera la magia. Ella es muy madura y responsable en comparación de la mayoría de las Trinity Seven.
Arin Kannazuki (神無月 アリン Kannazuki Arin?)
Seiyū: Aya Uchida (anime), Noriko Shitaya (audio drama)
Es la Trinity Seven del archivo de Ira y usuaria del "Caothic Rune", cuya apariencia es muy similar a la amiga de la infancia de Arata, Hijiri. Ella tiene una personalidad estoica donde no tiene ninguna reserva ni vergüenza de hacer lo que quiera en frente de las personas. Ella también dice ser la prometida del candidato a rey demonio, ella misma se hace llamar esposa de Arata.
Levi Kazama (風間 レヴィ Kazama Revi?)
Seiyū: Ayane Sakura (anime), Saki Fujita (audio drama)
Es la Trinity Seven y ninja del archivo de Invidia o Envidia  y usuaria del "Shamanic Spells" (hechizos de chamán). Ella es considerada una de las cinco mejores magos de combate cuerpo a cuerpo, y ella misma afirma ser la tercera mejor del mundo.
Mira Yamana (山奈 ミラ Yamana Mira?)
Seiyū: Yōko Hikasa (anime), Suzuko Mimori (audio drama)
Es la Trinity Seven del archivo de Superbia o Soberbia y usuaria del "Grimoire Security" que tiene la forma de un orbe, su habilidad es el "Gehenna Scope" o "Alcance de Gehena" y que desvía la magia. En el pasado creyó que su poder era demasiado peligroso, y por temor a que se saliera de control y dañara a los demás se alejó de la gente que trataba de ser amigable con ella, hasta que conoció a Akio. Su tema es el de Justicia.
Akio Fudō (不動 アキオ Fudō Akio?)
Seiyū: Ryōka Yuzuki (anime), Yū Kobayashi (audio drama)
Es la Trinity Seven del archivo de Gula y socia de Mira Yamada en función del "Gromoire Security", del cual también es la tercera usuaria. Akio es muy amistosa, alegre y siempre está disfrutando del momento en cualquier situación. Es una chica muy optimista, incluso en situaciones muy peligrosas y es muy cordial con la mayor parte de sus enemigos. El tema de Akio es Fides o Fe, y en archivo de gula su habilidad mágica es "Mantra Enchan" que almacena magia en una parte específica de su cuerpo en forma de carácter, lo que eleva sus capacidades físicas.
Yui Kurata (倉田 ユイ Kurata Yui?)
Seiyū: Rie Murakawa (anime), Rumi Ōkubo (audio drama)
Es una mago especial que vive en el calabozo de la Real Academia Biblia y es la Trinity Seven del archivo de Avaritia o Avaricia. Su magia es "Arc Symphony" y su tema es Amicitia o Amistad. Ella es la más poderosa de las Trinity Seven y en la academia solo es superada por el director de la academia.
Lieselotte Sherlock (リーゼロッテ シャルロック Rīzerotte Sharurokku?)
Seiyū: Nao Tōyama (anime), Ayumi Fujimura (audio drama)
Es la Trinity Seven del archivo de Acedia o Pereza, su tema es Stagna o Estancacióny usuaria del "Logos Art". Ella es la hermana gemela de Selina que desaparece cuando estaba en la biblioteca de la academia seis meses antes de la llegada de Arata. Tras la llegada de Arata ella aparece como un mago malvado de Iscariot, y para derrotar a Arata usa su "Last Crest" llamado Baal Peor creado por Pitágoras que es el fundador del "Logos Art", es una técnica que controla la materia y hace que se acelere haciendo ver que el resto de las cosas se han detenido, el que usa la técnica queda atrapado en su propio tiempo-espacio, viajando a la velocidad de la luz, sin poder salir. Finalmente, Lise rechaza la propuesta de Iscariot y prefiere quedarse de lado de las Trinity Seven y de Arata.

### Grimorios
Sora (ソラ?)
Seiyū: Rie Kugimiya (anime), Mariya Ise (audio drama)
Ella es el grimorio que tiene Arata en un comienzo. Fue llamada Sora por Hijiri antes de dárselo a Arata ante el "femómeno de colapso". Arata le pide llevarlo de vuelta a sus días de estudiante normal ante su desesperación durante el fenómeno, Sora crea el mundo que Arata desea en otra dimensión y se hace pasar por Hijiri hasta la llegada de Lilith. Sora también es conocida como Astil Codex o Astil Manuscript. En la historia se cree que ella conoce otros mundos.
Ilia (イリア?)
Seiyū: Chinatsu Akasaki
Ilias Fragment o Ilia es otro grimorio que se queda con Arata. Inicialmente se muestra como un enemigo, y atrapa a Arata y a Mira en un mundo que ella había creado para proteger a Arata, ella usa la apariencia de Hijiri pero luego muestra su verdadera apariencia porque desea salir de ese mundo del que ni siquiera ella podía salir.

## Terminología
- Trinity Seven

Las Trinity Seven son un grupo de siete magas en la que cada una de ellas es experta en su tema, el tema otorgado a cada una de ellas es totalmente opuesto a lo que ellas son, y, cada tema es un pecado de los siete pecados capitales. Cada una ha adquirido también un "Lost Technica" en su archivo particular.
- Lost Technique o Last Crest

El Lost Technique o Last Crest es la técnica definitiva de cada tema, y, aunque el poder es inmenso las consecuencias de su uso son muy graves.
El primer Lost Technique mostrado en la historia de Trinity Seven es el de Liese Sherlock llamado "Baal Peor" o fisura en el tiempo que crea un espacio de alta velocidad que hace parecer que el resto del mundo se ha detenido, aunque las consecuencia de su uso provoca que el usuario que ha ejecutado esta técnica quede atrapado en ese espacio por la eternidad.
- Grimorio

Los grimorios son objetos que tienen el conocimiento de los procedimientos de la magia, comúnmente son libros. Estos libros contienen la información sobre el tema de cada mago para ayudarles en su investigación.
- Iscariot

Iscariot es una organización aparentemente de magos malvados cuyo aparente objetivo es destruir todo el mundo, pero, su misión principal es matar al rey demonio que ya ha destruido el mundo en varias ocasiones y así crear un mundo con una realidad diferente.

## Contenido de la obra

### Manga
La serie de manga fue serializada en la revista shōnen Monthly Dragon Age de Fujimi Shobo desde de 2010. El primer volumen compilado fue lanzado el 7 de julio de 2011. Kenji Saito y Sutarō Hanao comenzaron un spin-off titulado Trinity Seven Levi Ninden (トリニティセブン レヴィ忍伝?) en la edición de diciembre de 2015 de Monthly Dragon Age el 9 de noviembre de 2015 y que finalizó el 9 de diciembre de 2016. Otro spin-off titulado Trinity Seven-san (トリニティセブンさん?) se publicó desde el 1 de abril hasta el 13 de diciembre de 2016. Otro spin-off titulado Trinity Seven Liese Chronicle (トリニティセブン リーゼクロニクル?) empezó a publicarse desde el 9 de febrero de 2017. El 10 de octubre de 2014, Yen Press anunció en su panel de la Comic-Con en Nueva York que había adquirido la licencia para publicar Trinity Seven en América del Norte y que el primer volumen se lanzaría el 19 de mayo de 2015.

#### Volúmenes
| Núm. | Fecha de Estreno         | ISBN                   |
| ---- | ------------------------ | ---------------------- |
| 1    | 7 de julio de 2011       | ISBN 978-4-04-712737-1 |
| 2    | 5 de noviembre del 2011  | ISBN 978-4-04-712760-9 |
| 3    | 5 de abril del 2012      | ISBN 978-4-04-712791-3 |
| 4    | 6 de septiembre del 2012 | ISBN 978-4-04-712828-6 |
| 5    | 7 de enero del 2013      | ISBN 978-4-04-712851-4 |
| 6    | 9 de mayo del 2013       | ISBN 978-4-04-712873-6 |
| 7    | 9 de diciembre del 2013  | ISBN 978-4-04-712964-1 |
| 8    | 9 de abril del 2014      | ISBN 978-4-04-070079-3 |
| 9    | 9 de agosto del 2014     | ISBN 978-4-04-070266-7 |
| 10   | 8 de noviembre del 2014  | ISBN 978-4-04-070265-0 |
| 11   | 25 de marzo del 2015     | ISBN 978-4-04-070350-3 |
| 12   | 8 de agosto del 2015     | ISBN 978-4-04-070351-0 |
| 13   | 9 de enero del 2016      | ISBN 978-4-04-070798-3 |
| 14   | 9 de abril de 2016       | ISBN 978-4-04-070799-0 |
| 15   | 9 de agosto de 2016      | ISBN 978-4-04-070993-2 |
| 16   | 9 de febrero de 2017     | ISBN 978-4-04-072178-1 |
| 17   | 8 de agosto de 2017      | ISBN 978-4-04-072390-7 |
| 18   | 9 de febrero de 2018     | ISBN 978-4-04-072598-7 |
| 19   | 9 de julio de 2018       | ISBN 978-4-04-072780-6 |
| 20   | 9 de marzo de 2019       | ISBN 978-4-04-073097-4 |
| 21   | 9 de agosto de 2019      | ISBN 978-4-04-073290-9 |
| 22   | 9 de marzo de 2020       | ISBN 978-4-04-073570-2 |
| 23   | 9 de junio de 2020       | ISBN 978-4-04-073686-0 |
| 24   | 9 de octubre de 2020     | ISBN 978-4-04-073840-6 |
| 25   | 9 de abril de 2021       | ISBN 978-4-04-074053-9 |
| 26   | 8 de octubre de 2021     | ISBN 978-4-04-074268-7 |
| 27   | 8 de abril de 2022       | ISBN 978-4-04-074500-8 |
| 28   | 7 de octubre de 2022     | ISBN 978-4-04-074717-0 |
| 29   | 9 de mayo de 2023        | ISBN 978-4-04-074956-3 |
| 30   | 8 de diciembre de 2023   | ISBN 978-4-04-075243-3 |
| 31   | 8 de agosto de 2024      | ISBN 978-4-04-075548-9 |
| 32   | 7 de marzo de 2025       | ISBN 978-4-04-075830-5 |
| 33   | 9 de septiembre de 2025  | ISBN 978-4-04-076076-6 |

#### Trinity Seven Levi Ninden
| Núm. | Fecha de publicación | ISBN                   |
| ---- | -------------------- | ---------------------- |
| 1    | 9 de abril de 2016   | ISBN 978-4-04-070882-9 |
| 2    | 9 de agosto de 2016  | ISBN 978-4-04-070994-9 |
| 3    | 9 de febrero de 2017 | ISBN 978-4-04-072180-4 |

#### Trinity Seven-san
| Núm. | Fecha de publicación | ISBN                   |
| ---- | -------------------- | ---------------------- |
| 1    | 9 de febrero de 2017 | ISBN 978-4-04-072181-1 |

### Novela ligera
El 4 de noviembre de 2014, una adaptación spinoff en novela ligera de Trinity Seven fue anunciada. será escrita por Kenji Saito e ilustrada por Akinari Nao. La serie de novelas cubrirá el pasado de los personajes principales, y representar elementos no mostrados en el manga. La primera novela ligera fue publicada el 8 de noviembre de 2014 titulada "Trinity Seven The Novel: el Episodio de la Noche y la Memoria Perdida". La segunda novela, titulada "Trinity Seven The Novel: la Biblioteca de la Eternidad y la Chica Alquimica", fue publicada el 29 de diciembre de 2014. La tercera novela, titulada "Trinity Seven The Novel: Doncella del Santuario Santo y la Octava Biblioteca", fue publicada el 9 de enero de 2018.

#### Lista de volúmenes
| Núm. | Título | Fecha de Estreno         | ISBN                   |
| ---- | --- | ------------------------ | ---------------------- |
| 1    | Trinity Seven The Novel: el Episodio de la Noche y la Memoria Perdida (トリニティセブン 7人の魔書使い The Novel と Naito Episōdo to Rosuto Memorī) | 8 de noviembre del 2014  | ISBN 978-4-0407-0267-4 |
| 2    | Trinity Seven The Novel: la Biblioteca de la Eternidad y la Chica Alquimica (トリニティセブン 7人の魔書使い The Novel 悠久図書館と)                | 29 de diciembre del 2014 | ISBN 978-4-0407-0352-7 |
| 3    | Trinity Seven The Novel: Doncella del Santuario Santo y la Octava Biblioteca (トリニティセブン 7人の魔書使い The Novel 聖なる巫女と八番目の書庫)   | 9 de enero del 2018      | ISBN 978-4-04-072570-3 |

### Anime
Una adaptación a anime de Seven Arcs se estrenó en TV Tokyo el 7 de octubre de 2014 y luego en TVA, TVO, AT-X. La serie es dirigida por Hiroshi Nishikiori y Hiroyuko Yoshino es el encargado de la composición de la serie. El opening es "Seven Doors" interpretado por ZAQ y el ending para el episodio 1 hasta el episodio 3 es "BEAUTIFUL≒SENTENCE" interpretado por Magus Two (Yumi Hara y Aya Uchida). El ending del episodio 4 hasta el episodio 6 es "SHaVaDaVa in AMAZING♪" interpretado por Yuilevi♡ (Ayane Sakura y Rie Murakawa). Los últimos endings son, para el episodio 7, el episodio 9, y el episodio 11 es "ReSTART "THE WORLD" interpretado por TWINKle MAGIC (Nao Tōyama y Aya Suzaki), y para el episodio 8, el episodio 10, y el episodio 12 es "TRINITY×SEVENTH＋HEAVEN" interptretado por Security Politti (Yōko Hisaka y Ryōka Yuzuki).